# Giovanni Battista Granata
Giovanni Battista Granata (geb. 1620 oder 1621 in Turin?; gest. 12. Oktober 1687 in Bologna) war ein italienischer Gitarrist und Komponist des Barock.
Geboren wurde Granata möglicherweise in Turin, was aber unsicher ist, und war Schüler von Francesco Corbetta. Granata war seinen eigenen Mitteilungen folgend auch „Barbier-Chirurg“. Das entspricht dem Wundarzt. Seine Bologneser Gitarrenschule wurde bei Giacomo Monti gedruckt. Diese wiederum war Gegenstand einer Dissertation. Sein Stil war dem des Giovanni Paolo Foscarini sehr ähnlich.

## Werke
- I- Capricci armonici sopra la chitarriglia spagnuola (1646)
- II- Nuove suonate di chitarriglia spagnuola piccicate, e battute (ca. 1650)
- III- Nuova scelta di caprici armonici, Op. 3 (1651)
- IV- Soavi concenti di sonate musicali per la chitarra spagnuola, Op. 4 (1659)
- V- Novi capricci armonici musicali in vari toni per la chitarra spagnola, violino, e viola concertati, et altre sonate per la chitarra sola, Op. 5 (1674)
- VI- Nuovi sovavi concenti di sonate musicali in varii toni per la chitarra spagnola, et altre sonate concertate a due violini, e basso, Op. 6 (1680)
- VII- Armonici toni di vari suonate musicali concertante, a due violini, e basso, con la chitarra spagnola, Op. 7 (1684)